# 합성 연료

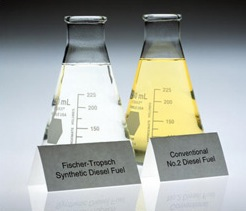
FT 합성연료와 전통연료의 비교. 합성연료는 극히 투명한데, 이는 황과 향이 거의 부재하기 때문이다.

합성 연료(synthetic fuel, synfuel)는 일산화 탄소와 수소의 혼합물인 합성가스로부터 얻은 액체 연료 또는 기체 연료이다. 여기서 합성가스는 석탄, 바이오매스 등의 고체 공급원료의 기체화를 통해서나 천연가스의 재형성을 통해 발생된다.
합성연료를 정제하는 일반적인 방법으로는 피셔 트롭쉬 변환, 메탄올 대 가솔린 변환, 직접적인 석탄액화 등이 있다.

## 같이 보기
- 암모니아
- 바이오 연료
- 크래킹 (화학)
- 이퓨얼
- 가스화
- 열분해